# Milan-San Remo 1948
La 39e édition de la course cycliste, Milan-San Remo a eu lieu le 19 mars 1948 et a été remportée par l'Italien Fausto Coppi. Il s'est imposé en solitaire devant son compatriote Vittorio Rossello.
La course est l'une des épreuves comptant pour le Challenge Desgrange-Colombo.

## Classement final
|    | Cycliste          | Équipe             | Temps           |
| -- | ----------------- | ------------------ | --------------- |
| 1  | Fausto Coppi      | Bianchi            | 7 h 33 min 20 s |
| 2  | Vittorio Rossello | Legnano            | + 5 min 17 s    |
| 3  | Fermo Camellini   | AS Monaco          | + 5 min 17 s    |
| 4  | Olimpio Bizzi     | -                  | + 8 min 55 s    |
| 5  | Italo De Zan      | Atala              | + 8 min 55 s    |
| 6  | Sergio Maggini    | Wilier-Triestina   | + 8 min 55 s    |
| 7  | Giordano Cottur   | Wilier-Triestina   | + 8 min 55 s    |
| 8  | Bernard Gauthier  | Mercier-Hutchinson | + 8 min 55 s    |
| 9  | Enzo Bellini      | Cimatti            | + 8 min 55 s    |
| 10 | Mario Vicini      | Bianchi            | + 8 min 55 s    |